# Vogar

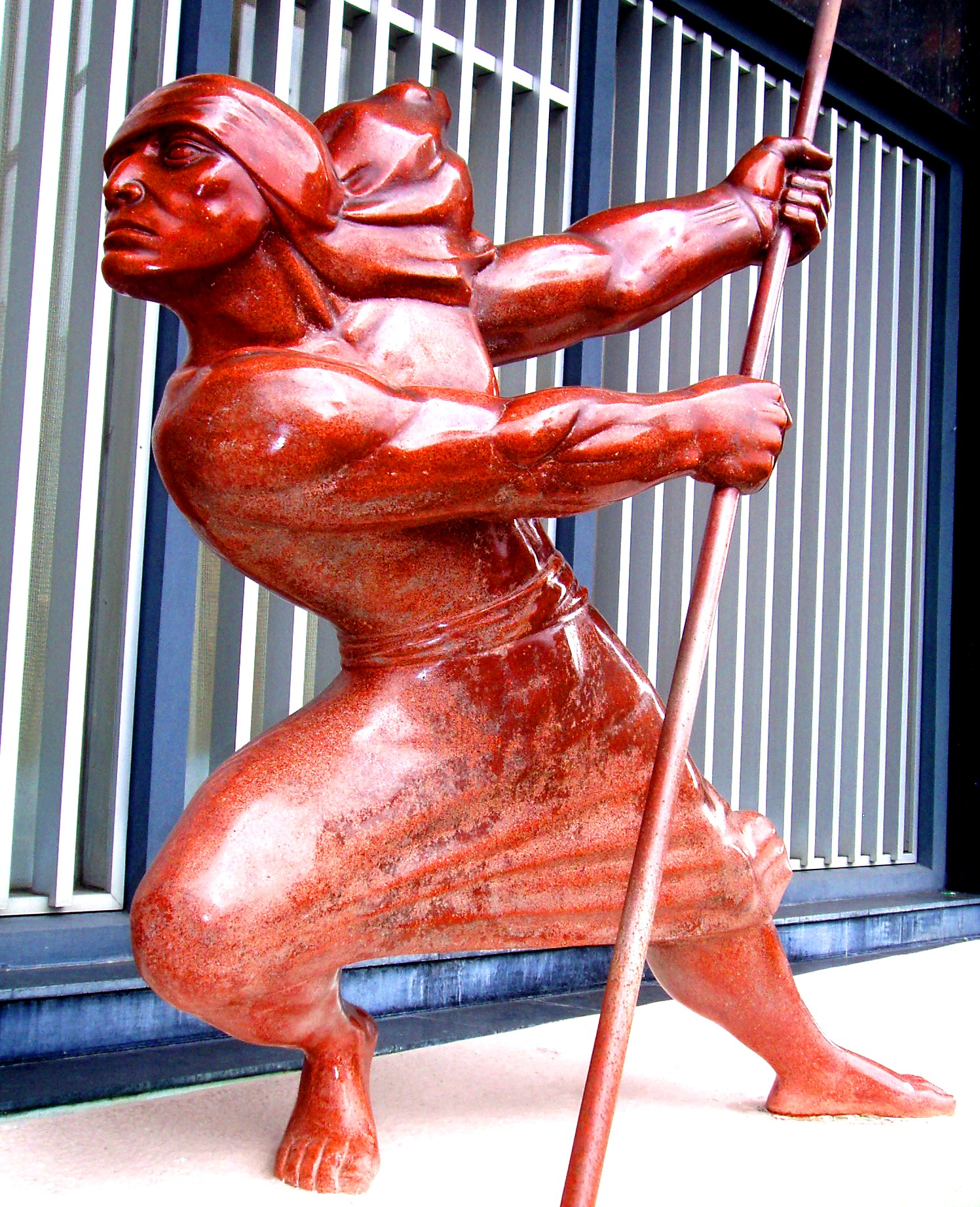
Voga Pijao.

Vogar o remar és l'acció de moure els rems d'una embarcació o d'un vaixell dins a l'aigua i mitjançant aquest moviment dels rems recolzats dins l'aigua impulsar el vaixell, normalment cap endavant. Es poden emprar rems o pales, que són similars. No obstant això, el rem requereix tenir una connexió mecànica amb el vaixell (escàlem), mentre que les pales (utilitzades per remar) es subjecten només amb les mans i no tenen connexió mecànica.
Aquest article se centra en els tipus generals de voga, emprat per propulsar una embarcació en l'esbarjo o el transport, no pas en el rem competició, que és un cas especialitzat en regates amb equips estrictament regulats i una tècnica molt refinada 

## Descripció
La  'voga' o el fet de remar consisteix en donar moviment a una embarcació, fent-la navegar amb l'impuls dels rems enfonsant-los a l'aigua, de proa a popa, és a dir, d'endavant a enrere. A la voga el rem funciona com una palanca de primer grau, que té el punt de suport en l'aigua, la potència o sigui la força motriu subministrada pel braç del remer, aplicada al puny o extrem del rem i la resistència aproximadament cap a la meitat del rem, pel punt es recolza en l'escàlem que el lliga a l'embarcació que cal moure. El moviment serà tant més eficaç com més llarg sigui el rem, major guió tingui dins de l'embarcació i més horitzontalment es faci l'esforç. D'això es dedueix que la pala de el rem ha de ficar-se en l'aigua només el necessari perquè trobi prou suport i que com menys aquesta es mulli és tant més eficaç la força que s'aplica a el guió i tant menor el cansament de què voga.

### Formes de vogar
Es diu cinglar quan només s'utilitza un sol rem posat a la popa.
Per tal de vogar cal inclinar-se, partint de la posició dels rems amb les pales alçades en posició horitzontal, seguint aquests tres temps:
- primer temps, s'inclina el cos cap endavant, s'obren les cames i s'estenen els braços tot el possible portant les pales cap a proa, a el mateix temps que es posen verticals; el cap es manté rígida, havent mirar a popa o a l'esquena de què està assegut a la bancada de davant, el pit i el ventre han sostenir plens.
- segon temps, es mulla la pala dins l'aigua sense esquitxar i, tancant les cuixes, es força el cos cap enrere fins a passar la vertical doblegant els braços i arrossegant el rem; quan la pala ha passat del través (90°), es treu de l'aigua.
- tercer temps, es porta el cos a la vertical i el rem a la primera posició.

## Història
Al món antic, totes les civilitzacions antigues principals utilitzaven el rem per al transport, el comerç i la guerra. Durant milers d'anys els humans han navegat en embarcacions i vaixells de rems. La guerra en el mar es feu a rem durant segles. Es va considerar una manera d'avançar la seva civilització durant la guerra i la pau. Casos particulars com el de les llanxes baleneres, caçant balenes prop de la costa o en alta mar arriades des d'un vaixell balener, o el dels petits dorys dels Gran Banks pescant el bacallà per a omplir les bodegues de les respectives goletes, il·lustren la importància del rem en l'economia i la vida de les persones.

### Antic Egipte

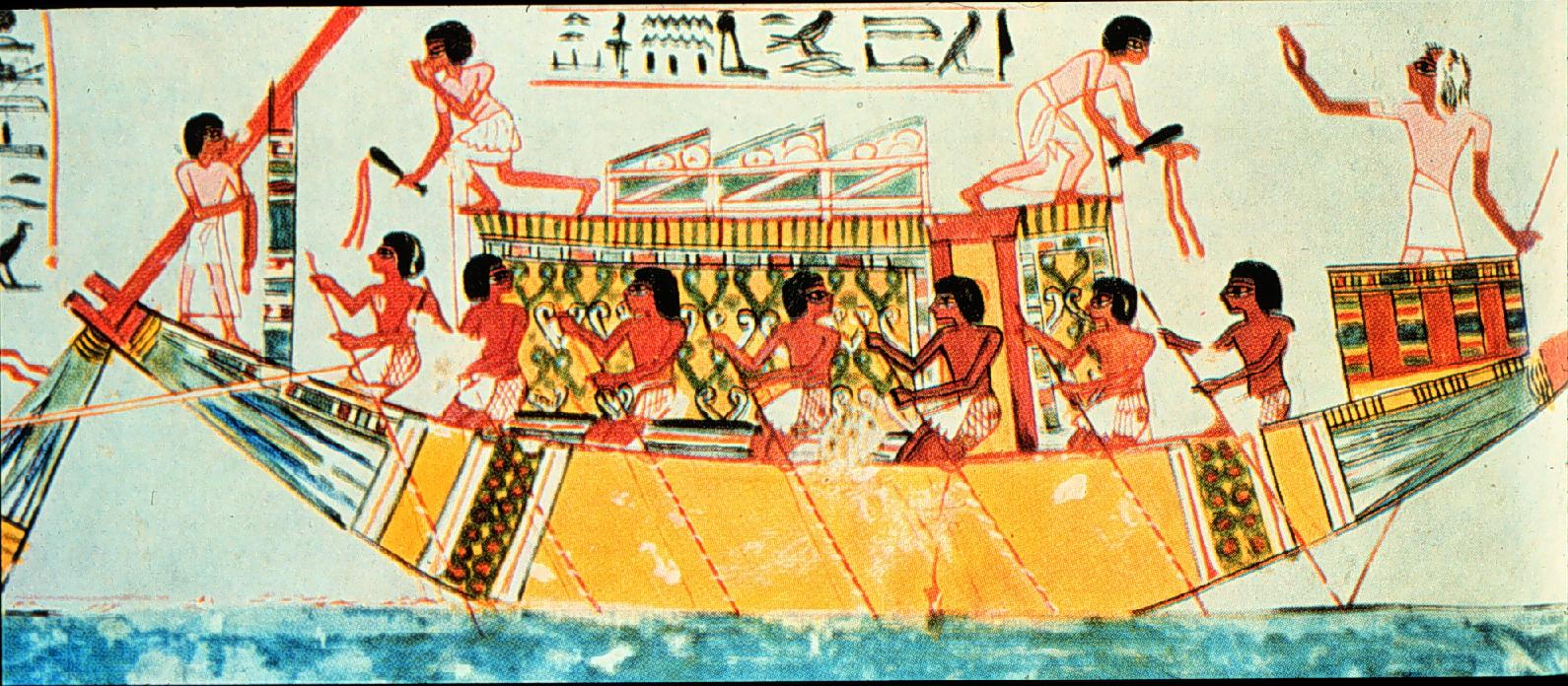
Imatge d'una embarcació de rem en una tomba egípcia

El començament del rem està entelat a la història, però l'ús dels rems en la forma en què s'utilitzen avui es remunta a l'antic Egipte. No se sap si es va inventar a Egipte o alguna cosa apresa de Mesopotàmia mitjançant el comerç. Tanmateix, els arqueòlegs han recuperat un model de vaixell de rems en una tomba que es remunta als segles 18-19 aC.
Des d'Egipte, els vaixells de rem, especialment les galeres, van ser àmpliament utilitzats en la guerra naval i el comerç a la Mediterrània des de l'antiguitat clàssica. Les galeres tenien avantatges respecte als vaixells de vela: eren més fàcils de maniobrar, capaços de fer ràfegues de velocitat i poder moure’s independentment del vent.

### Antiga Grècia

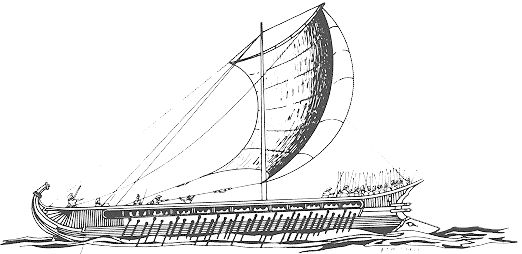
Una trirrem grega

Durant l'època clàssica de les galeres de rem, els grecs van dominar el Mediterrani mentre que els atenesos van dominar els altres grecs. Van utilitzar milers de ciutadans de classe baixa per servir de remers a la flota. El trirrem clàssic utilitzava 170 remers; les galeres posteriors van incloure tripulacions encara més grans. Els remers de Trirrem utilitzaven coixins de pell per lliscar-se sobre els seients, cosa que els permetia utilitzar la força de les cames com fa un remer modern amb un seient lliscant. Les galeres solien tenir pals i veles, però les baixaven quan s'aproximava al combat. Les flotes gregues fins i tot podien deixar les seves veles i pals a la costa (com a pes innecessari) si era possible.

### Nord d'Europa
L'ús de rems en rem en lloc de remar va arribar bastant tard al nord d'Europa, en algun moment entre el 500 aC-1 dC. Aquest canvi podria haver estat accelerat per la conquesta romana de la Gal·lia del Nord. Tanmateix, entre els anys 500-1100 dC, els vaixells combinats de vela i rem van dominar el comerç i la guerra al nord d'Europa en el temps que s'ha conegut com a era vikinga.

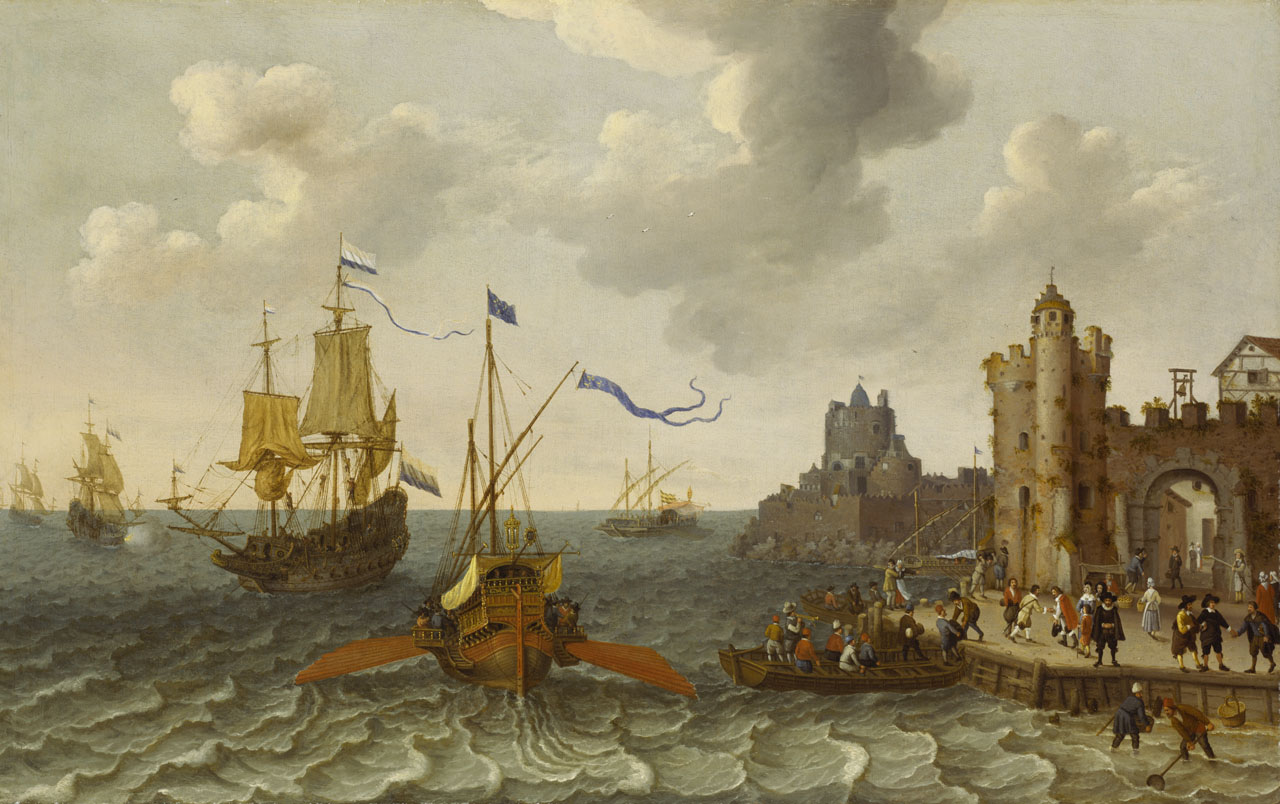
Galera en plena voga

### Catalunya
Només cal consultar les llistes publicades sobre batalles navals: Illes Formigues, Ponça, Lepant, ...i moltes altres. Les galeres es van continuar utilitzant al Mediterrani fins a l'aparició de la propulsió al vapor.
Els detalls que no s'acostumen a esmentar són els que protagonitzaven les petites embarcacions auxiliars a rem indispensables en tasques de transport, exploració, desembarcament, passar d'una nau a l'altra, recollir l'àncora,... Aquestes tasques es mantingueren en l'època de la vela i posteriors.

Molts pesquers tradicionals que treballaven prop de la costa es propulsaven amb rems. Algunes barques de salvament feïen el mateix. La navegació comercial, amb independència del sistema de propulsió dels grans vaixells mercants no hauria estat possible sense una munió de petites barques de rem.

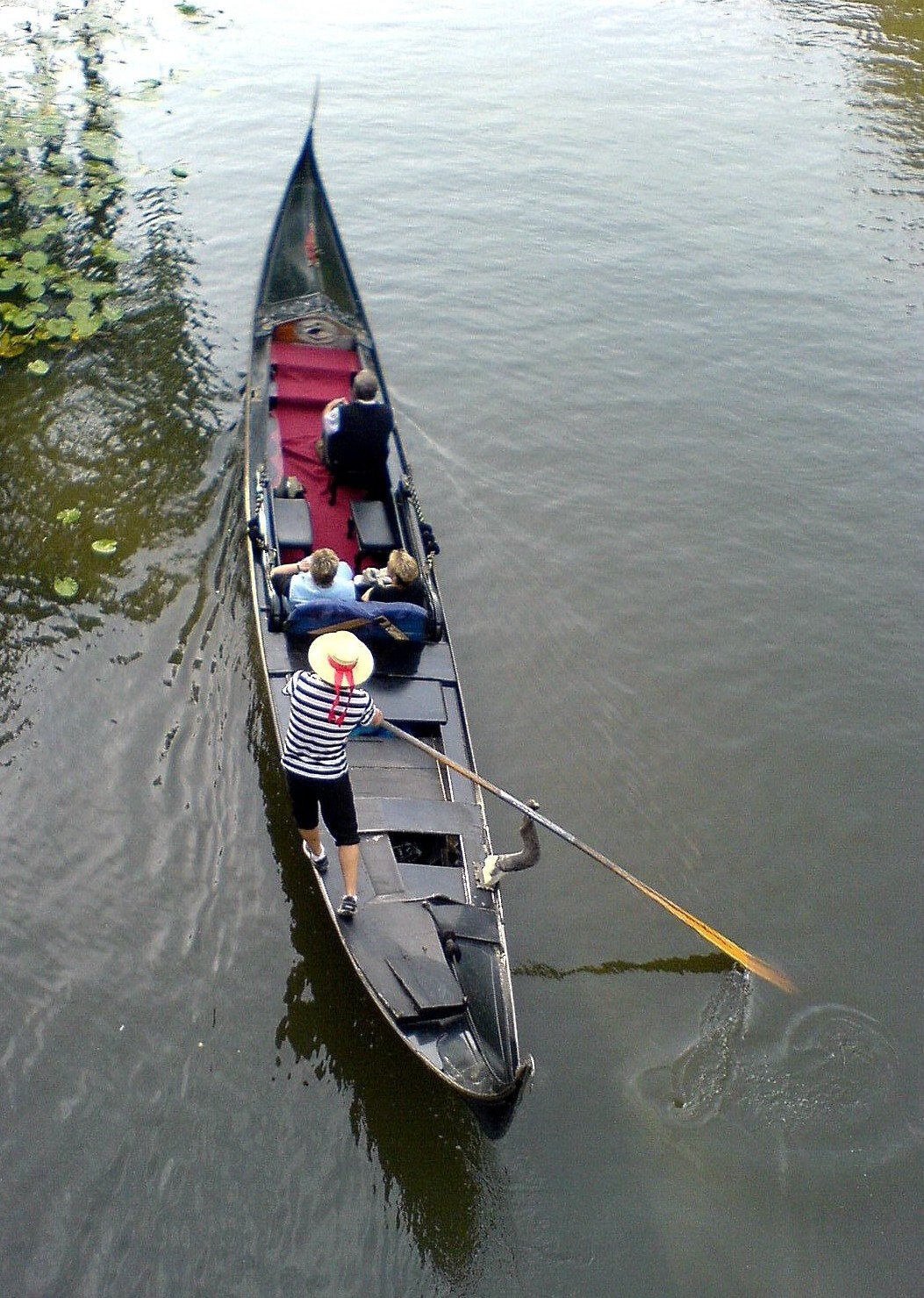
Gòndola a Venècia

### Venècia
A Venècia, les gòndoles i altres vaixells similars de fons pla són formes populars de transport propulsats per rems que es mantenen al seu lloc mitjançant una fórcola oberta de fusta. La tècnica de rem "Voga alla Veneta", és considerablement diferent de l'estil utilitzat en el rem internacional esportiu, ja que el gondoler rema dret i orientat cap endavant. Això permet al vaixell maniobrar molt ràpidament i amb agilitat, útil en els canals estrets i concorreguts de Venècia. També es realitzen regates com a competició, amb gòndoles i altres tipus de vaixells, utilitzant la tècnica del rem venecià 
Hi ha tres estils de rem venecià, cadascun lleugerament diferent. El primer consisteix en un sol rem amb un rem, situat a prop de la popa del vaixell, on el rem també fa de timó. El segon estil consisteix en un o dos remers, cadascun amb dos rems creuats (conegut com a la valesàna). El tercer estil té dos o més remers, remant en costats alterns del vaixell.

## Formes

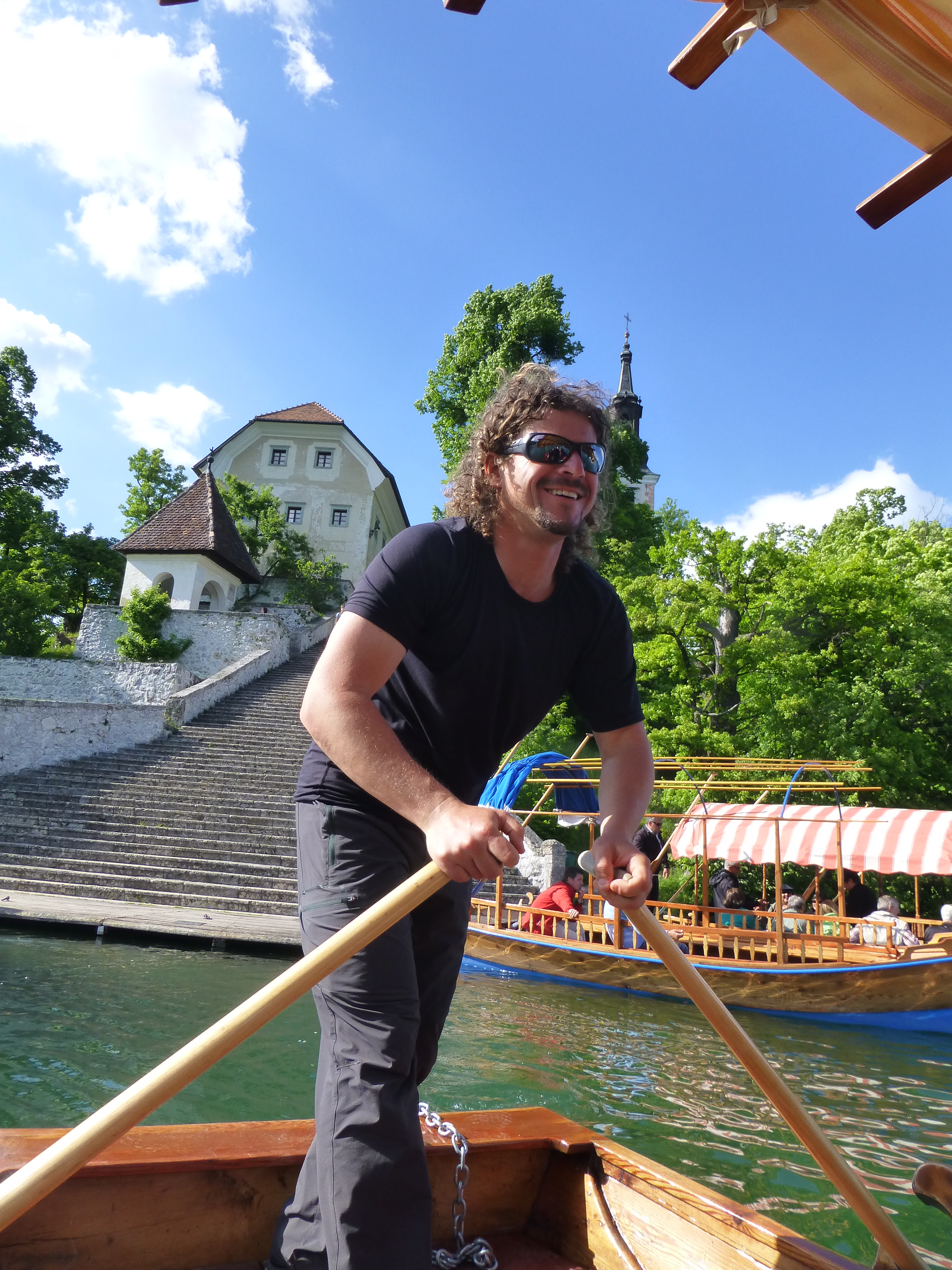
Voga de cara

En alguns llocs, prevalen els sistemes en que el remer va assegut d'esquena a la marxa de l'embarcació, és a dir rema cap enrere. En altres localitats, predominen els sistemes en que el remer va assegut de cara a la marxa, o fins i tot dret, especialment en zones concorregudes com a Venècia, Itàlia i als rius i ports asiàtics i indonesis. Això no és estrictament "o un o l'altre", perquè en diferents situacions és útil poder moure l'embarcació cap a qualsevol banda. L'èmfasi actual en els aspectes sanitaris del rem ha provocat el desenvolupament d'alguns nous sistemes mecànics, alguns (com el mètode de rem Rantilla) molt diferents dels sistemes de rem tradicionals del passat.

### Sobrenoms
La voga té diversos sobrenoms, les diferents denominacions són degudes a el grau d'esforç emprat, en cada cas, per manejar els rems o bé a la manera de fer-ho:
- 'Voga arrencada' : Quan s'empra gran força i es fa de cop, servint-se al mateix temps de tots els rems de forma compassada.
- 'Voga llarga' : La que es fa estenent molt els rems per donar més empenta a l'embarcació, denominant-se també així aquella voga en la qual es mantenen gran estona a l'aigua les pales dels rems.
- 'Voga neta' : la que s'executa amb desembaràs, compassada i sense esquitxar l'aigua, rebent el nom de "bruta" aquella en que es fa tot el contrari.
- 'Voga picada' : es fa sovintejant el ficar i treure de l'aigua les pales dels rems.

## Embarcacions de rem notables
- Pàralos, Salamínia[17][18][19]
- Drakkar[20]
- Dory[21]
- Barca de panescalm[22]
- Caro d'art[23]
- "Surf boat" australians.[24][25][26][27][28]
- Balenera, llanxa balenera.[29]
- Patins a rem[30]

## Obres literàries
- Les Argonàutiques; Apol·loni Rodi[31]
- Virgili ; Eneida[32][33][34][35]